# Beaugency
Beaugency är en kommun i departementet Loiret i regionen Centre-Val de Loire strax norr Frankrikes mitt. Kommunen ligger i kantonen Beaugency som tillhör arrondissementet Orléans. År 2022 hade Beaugency 7 811 invånare.
I slaget vid Beaugency 1428 segrade Jeanne d'Arc och 1567 brändes staden av hugenotterna. I slaget vid Beaugency 1870 besegrades den franska Loirearmén av tyskarna.

## Befolkningsutveckling
Antalet invånare i kommunen Beaugency
| Referens: INSEE |